# Helmut Seng
Helmut Seng (* 20. Dezember 1961 in Frankfurt am Main) ist ein deutscher Klassischer Philologe und Patristiker.

## Leben
Helmut Seng studierte Klassische Philologie und Evangelische Theologie an den Universitäten zu Mainz, Urbino, Tübingen und London. 1989 legte er das Erste Theologische Examen ab. Nach der Promotion zum Dr. phil. an der Universität Mainz 1994 arbeitete er dort von 1994 bis 2000 als Wissenschaftlicher Assistent, von 1995 bis 1996 gleichzeitig an der Universität Trier und nach dem Zweiten Theologischen Examen (1999) für ein Jahr am Institut für Europäische Geschichte Mainz. 2000 wechselte er an die Universität Konstanz, wo er sich 2003 habilitierte. 2007 wurde er in Mainz zum Dr. theol. promoviert. 2005/2006 vertrat er den latinistischen Lehrstuhl der Universität Konstanz und lehrte dort von 2006 bis 2009 als akademischer Rat auf Zeit und wurde zum außerplanmäßigen Professor ernannt. Seit 2009 ist er wissenschaftlicher Angestellter an der Universität Frankfurt am Main. 2010 war er Gastdozent an der Ecole pratique des hautes études der Sorbonne in Paris. Im Wintersemester 2012/2013 vertrat er eine W3-Professur für Klassische Philologie an der Universität Köln. Im Sommersemester 2013 war er Vertretungsprofessor für Latinistik an der Humboldt-Universität zu Berlin.